# 張猛 (武威太守)
張 猛（ちょう もう、? - 210年）は、中国後漢末期の政治家。字は叔威。涼州敦煌郡淵泉県の人。父は張奐。
父の張奐は「涼州の三明」として武名を挙げた人物である。父はその長年の功績のため、本籍を敦煌から弘農に移すことを許され、181年に没した。張猛の生年は不明だが、父が武威太守であった時期に生まれている。
郡の功曹となり、やがて父の武名を見込まれて、建安年間に武威太守に任命された。雍州刺史の邯鄲商と共に、政情不安となっていた西域の統治のために派遣されたが、邯鄲商と仲違いを起こしたため209年にこれを殺害し、朝廷に反乱を起こした。210年に朝廷の命を受けた韓遂と戦ったが、韓遂を恐れた味方の将兵や民が内乱を起こしたため窮地に陥り、自殺に追い込まれた。
『三国志』では、龐淯伝で引用された『魏略』に詳細があるが、龐淯は張猛の命令に逆らって邯鄲商のために哭礼し、敵討ちのため張猛の暗殺を謀っている。しかし、張猛は龐淯の義に感じ入るものがあったため、これを許している。